# Angry Samoans
Angry Samoans é uma banda de punk-rock de Los Angeles.

## História
Formada pelos críticos de rock "Metal" Mike Saunders e Greg Turner, junto com o guitarrista Kevin Eric Saunders, o baixista Todd Homer e o baterista Billy Vockeroth em Agosto de 1978. Greg Turner e Mike Saunders tocaram também na banda de punk-rock VOM.
Em Janeiro de 1979, "desentendimentos" e ressentimentos contra um influente DJ da rádio KROQ de L.A, Rodney Bingenheimer, levou a banda a escrever uma música chamada "Get off the air", onde Rodney é insultado e ridicularizado (na verdade é muito engraçado). Isto fez com que vários clubes de Los Angeles evitassem promover shows do Angry Samoans, situação que durou até o meio dos anos 1980. A atitude particularmente ofensiva e politicamente incorreta e o conteúdos das letras, provavelmente também contribuíram para esse "boicote" dos clubes contra o Angry Samoans.

## Discografia
- Inside My Brain (1980)
- Back from Samoa (1982)
- Yesterday Started Tomorrow (1986) – EP
- STP Not LSD (1988)
- Return to Samoa (1990)
- Live at Rhino Records (1992, gravado em Maio de 1979)
- The Unboxed Set (1995)
- The '90s Suck and So Do You (1999)
- Fuck the War (2006) – EP